# Heinrich Watzka
Heinrich Watzka (* 5. Oktober 1954 in Elz) ist Jesuit. Er war Professor für Philosophie an der Philosophisch-Theologischen Hochschule Sankt Georgen in Frankfurt am Main und lehrt seit 2019 Philosophie an der Arrupe Jesuit University in Harare (Simbabwe).

## Leben
Heinrich Watzka absolvierte 1973 das Abitur an der Fürst-Johann-Ludwig-Schule in Hadamar. Wollte er zunächst Eisenbahningenieur werden, so entschied er sich doch im Anschluss an den Zivildienst neu und studierte von 1975 bis 1980 Katholische Theologie zunächst an der Johannes Gutenberg-Universität Mainz und schließlich an der Philosophisch-Theologischen Hochschule Sankt Georgen in Frankfurt am Main. Dort schloss er sein Studium mit dem Diplom ab und absolvierte anschließend das Noviziat der Gesellschaft Jesu (Jesuitenorden). In den Jahren 1982 bis 1985 folgte ein Studium der Philosophie an der Hochschule für Philosophie in München, das er mit dem Magister Artium abschloss. 1985 empfing er im Dom St. Bartholomäus in Frankfurt/M. das Sakrament der Priesterweihe. Von 1985 bis 1988 studierte er Germanistik an der Johann Wolfgang Goethe-Universität Frankfurt am Main, mit dem Ziel der Lehrerlaubnis für Gymnasien und schloss mit dem Ersten Staatsexamen ab. Ab 1989 schloss sich ein Doktoratsstudium in Philosophie bei Herbert Schnädelbach an der Universität Hamburg und Humboldt-Universität zu Berlin an, das er 1998 mit der Promotion zum Dr. phil. beendete. Gleichzeitig unterrichtete er an der Hamburger Sankt-Ansgar-Schule Religion und Philosophie.
Er war von 1998 bis 2003 Lehrbeauftragter, seit 2003 Dozent für Philosophie an der Philosophisch-Theologischen Hochschule Sankt Georgen. Im akademischen Jahr 2000/2001 war er Visiting Scholar an der Weston Jesuit School of Theology in Cambridge (Massachusetts). Es folgten Lehraufträge an der Leopold-Franzens-Universität in Innsbruck (u. a. ein Seminar über die Schriftstellerin und Philosophin Iris Murdoch im Sommersemester 2003) und München (u. a. Vorlesung „Sprachphilosophie“ im Wintersemester 2003/2004). 2007 habilitierte er sich im Fach Christliche Philosophie an der Leopold-Franzens-Universität in Innsbruck.
Am 30. Juli 2007 wurde er zum Professor für Philosophie an der Philosophisch-Theologischen Hochschule Sankt Georgen ernannt und übernahm den Lehrstuhl für Logik und Metaphysik, insbesondere Vorlesungen und Seminare zur Sprachphilosophie. Von Oktober 2010 bis September 2014 war er akademischer Rektor der Hochschule Sankt Georgen.
2014/15 hatte Watzka die International Jesuit Visiting Professor Fellowship an der College of the Holy Cross in Worcester, Massachusetts, inne. Von 2015 bis 2021 war er Rektor des Kollegs Sankt Georgen und damit Oberer der Jesuitenkommunität sowie Vorstandsmitglied des Philosophisch-Theologische Hochschule Sankt Georgen e.V.
2019/2020 und verbrachte er erstmals ein Gastsemester an der Arrupe Jesuit University (AJU) in Harare, Simbabwe, und führte die Lehrtätigkeit dort ab 2022 fort. Seit seiner Emeritierung in Frankfurt im März 2023 gehört er zum Full-Time Academic Staff der Arrupe University in Harrare.

## Wirken
Heinrich Watzka nahm sich im Lauf seines akademischen Werdegangs einer Fülle von Themen an. Gegenstand seiner Diplomarbeit war das 7. Kapitel im Buch des Propheten Jesaja, im Rahmen seiner Magisterarbeit setzte er sich mit der Philosophie Jürgen Habermas’ auseinander. Seine Dissertation schließlich verfasste er über die Philosophie Wittgensteins mit einem Schwerpunkt auf sprachphilosophischen Aspekten. Seine Habilitationsschrift „Vom Repräsentieren zum Begreifen – Eine Theorie der Begriffe in der Tradition Freges“ stellt den Versuch dar, ein Plädoyer für die Existenz von Begriffen von einem durch intensionale Semantik und anti-individualistischer Psychologie geprägten Ansatz aus zu formulieren, der in der Tradition der analytischen Philosophie Freges steht.

## Mitgliedschaften
- Deutsche Gesellschaft für analytische Philosophie (GAP)
- Österreichische Ludwig Wittgenstein-Gesellschaft (ALWS)
- Arbeitsgemeinschaft der Europäischen Jesuiten-Philosophen (JESPHIL), seit 2014 Sprecher
- Berater der Kommission VIII (Wissenschaft und Kultur) der Deutschen Bischofskonferenz

## Schriften
- Sagen und Zeigen. Die Verschränkung von Metaphysik und Sprachkritik beim frühen und beim späten Wittgenstein (= Münchener Philosophische Studien. Neue Folge, Band 16). Kohlhammer, Stuttgart 2000, ISBN 3-17-016160-1 (Dissertation, Humboldt-Universität zu Berlin, 1998).
- Tobias Müller / Heinrich Watzka (Hrsg.): Ein Universum voller "Geiststaub"? Der Panpsychismus in der aktuellen Geist-Hirn-Debatte. mentis, Paderborn 2011, ISBN 978-3-89785-747-6.
- Heinrich Watzka / Patricia Wallusch (Hrsg.): Verkörpert existieren. Ein Beitrag zur Metaphysik menschlicher Personen aus dualistischer Perspektive (= Studien zur systematischen Theologie, Ethik und Philosophie. Band 5). Aschendorff, Münster 2015, ISBN 978-3-402-11892-4.
- Stephan Herzberg / Heinrich Watzka (Hrsg.): Transzendenzlos glücklich? Zur Entkoppelung von Ethik und Religion in der postchristlichen Gesellschaft (= Frankfurter Theologische Studien. Band 75). Aschendorff, Münster 2016, ISBN 978-3-402-16064-0.
- Stephan Herzberg / Heinrich Watzka (Hrsg.): Transhumanismus. Über die Grenzen technischer Selbstverbesserung (= Humanprojekt Interdisziplinäre Anthropologie. Band 17). De Gruyter, Berlin 2020, ISBN 978-3-11-069095-8.
- Sprachphilosophie (= Grundkurs Philosophie. Band 11). Kohlhammer, Stuttgart 2014, ISBN 978-3-17-026303-1.